# 21694 Allisowilson
21694 Allisowilson este un asteroid din centura principală de asteroizi.

## Descriere
21694 Allisowilson este un asteroid din centura principală de asteroizi. A fost descoperit pe 7 septembrie 1999 la Socorro, New Mexico, în cadrul proiectului LINEAR. Asteroidul prezintă o orbită caracterizată de o semiaxă mare de 2,58 ua, o excentricitate de 0,26 și o înclinație de 4,1° în raport cu ecliptica.